# Manami N.
Manami N. (Eigenschreibweise MANAMI N.), bürgerlich Manami Nagahari,  長針眞奈美 (* 24. April 1969 in Niigata, Japan) ist eine japanische Musikerin, Komponistin und Performerin, die in Berlin wohnt.

## Biographie
Geboren in Niigata im Nordwesten Japans und dort aufgewachsen, entwickelte Manami N. ihr musikalisches Interesse schon in frühen Tagen, als sie in Schulbands Trompete und später Posaune spielte. Nach ihrem Studium der Pädagogik an der Universität Niigata zog Manami N. nach Tokio, wo sie damals noch für eine Baufirma arbeitete. Nach über zehn Jahren als Leadsängerin mehrerer Bands in Tokyo entschied sie 2005, sich voll auf die Musik zu konzentrieren, und zog nach Berlin.

## Werk
In ihren Stücken erzählt sie eingehüllt in das Kratzen und Schaben eines postmodernen Klangteppichs persönliche Anekdoten aus ihrem Leben. Ihr erstes Solo-Album „Kill Wasabi“ erschien 2011.
Nach der Atomkatastrophe von Fukushima änderte sie ihre künstlerische Richtung; ihre Felder sind nicht nur Musik, sondern Performance und Textarbeiten. Mehrere Stücke mit dem Thema Strahlung, die Radioaktivität erzeugt. Am 9. März 2021 wurde die Performance „Meine schwarzen Säcke unter der grünen Plastikplane“ im Rahmen der Veranstaltung der Heinrich-Böll-Stiftung „Das Unsichtbare sichtbar machen – 35 Jahre Tschernobyl, 10 Jahre Fukushima: Noch lange nicht Geschichte“ live aufgeführt.